# Jeunesse Sportive Sig
Maillots
Le Jeunesse Sportive Sig (en arabe : شبيبة سيق), plus couramment abrégé en JS Sig ou encore connu simplement sous le nom de JSS, est un club algérien de football fondé en 2002 et basé dans la ville de Sig - Mascara.

## Histoire
- La Jeunesse Sportive Sig joue en Division Trois "Inter-régions" groupe ouest.

## Parcours

### Classement en championnat par année
- 2002-03 : D5, DW Mascara, ?e
- 2003-04 : D5, DH Mascara, 1re
- 2004-05 : D5, R2 Saida, 1re
- 2005-06 : D4, R1 Saida, 1re
- 2006-07 : D3, Inter-régions Ouest, 4e
- 2007-08 : D3, Inter-régions Ouest, 9e
- 2008-09 : D3, Inter-régions Ouest, 8e
- 2009-10 : D3, Inter-régions Ouest, 11e
- 2010-11 : D4, Inter-régions Ouest, 9e
- 2011-12 : D4, Inter-régions Ouest, ?e
- 2012-13 : D4, Inter-régions Ouest, ?e
- 2013-14 : D4, Inter-régions Ouest, ?e
- 2014-15 : D4, Inter-régions Ouest, 10e
- 2015-16 : D4, Inter-régions Ouest, ?e
- 2016-17 : D4, Inter-régions Ouest, ?e
- 2017-18 : D4, Inter-régions Ouest, ?e
- 2018-19 : D4, Inter-régions Ouest, ?e
- 2019-20 : D4, Inter-régions Ouest, 4e
- 2020-21 : D3, D3 Amateur Ouest Gr.D1, 2e
- 2021-22 : D3, D3 Amateur Ouest, 12e
- 2022-23 : D4, R1 LRF Saida, ?e
- 2023-24 : D4, R1 LRF Saida, ?e
- 2024-25 : D4, R1 LRF Saida, ?e
- 2025-26 : D5, R2 LRF Saida groupe ?, ?e

### Parcours du JS Sig en coupe d'Algérie
| Saison  | Tour              | Matchs         | Résultats |
| ------- | ----------------- | -------------- | --------- |
| 2002-03 | ?                 | ?              | ?         |
| 2003-04 | Dernier T.R       | SC Mecheria    | ?         |
| 2004-05 | 1/8 finale        | USM Annaba     | 1-0       |
| 2005-06 | 1/16 finale       | ES Guelma      | 2-1       |
| 2006-07 | 1/32 finale       | OM Arzew       | 5-1       |
| 2007-08 | 1/16 finale       | ESM Koléa      | 2-1       |
| 2008-09 | Avant dernier T.R | GC Mascara     | 3-1       |
| 2009-10 | 1/32 finale       | MC El Eulma    | 5-0       |
| 2010-11 | ?e T.R            |                | ?         |
| 2011-12 | ?e T.R            |                | ?         |
| 2012-13 | Avant dernier T.R | MC Saida       | ?         |
| 2013-14 | ?e T.R            |                | ?         |
| 2014-15 | Dernier T.R       | MC Saida       | 1-0       |
| 2015-16 | Dernier T.R       | USB Tissmsilet | 4-0       |
| 2016-17 | Avant dernier T.R | WAB Tissemsilt | ?         |
| 2017-18 | Avant dernier T.R | JSM Tiaret     | ?         |
| 2018-19 | Avant dernier T.R | IS Tighennif   | ?         |
| 2019-20 | Avant dernier T.R | IS Tighennif   | ?         |
| 2020-21 | N.J               | N.J            | N.J       |
| 2021-22 | N.J               | N.J            | N.J       |
| 2022-23 | /                 | Non Engagé     | /         |
| 2023-24 | /                 | Non Engagé     | /         |
| 2024-25 | /                 | Non Engagé     | /         |

## Personnalités du club

### Anciens Présidents
- Ouribi Samir

### Anciens entraîneurs
- Benchadli Djamel
- Faradji Lakhdar
- Rachid Abdou
- Boualem Farès